# Скалиште
Скалиште (болг. Скалище) — село в Болгарии. Находится в Кырджалийской области, входит в общину Кырджали. Население составляет 266 человек.

## Политическая ситуация
В местном кметстве Скалиште, в состав которого входит Скалиште, должность кмета (старосты) исполняет Апти Сюлейман Халил (Движение за права и свободы (ДПС)) по результатам выборов правления кметства.
Кмет (мэр) общины Кырджали — Хасан Азис (Движение за права и свободы (ДПС)) по результатам выборов в правление общины.